# Ulrich Waller

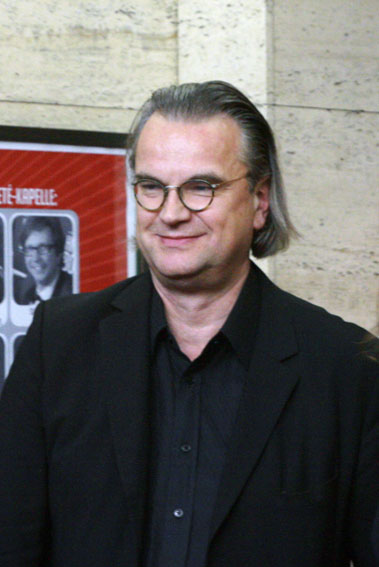
Ulrich Waller (2010)

Ulrich Waller (* 1. Januar 1956 in Marburg an der Lahn) ist ein deutscher Regisseur, Theaterleiter und Autor.

## Leben
Ulrich Waller wuchs als Sohn des Arztes Hans Dierck Waller und dessen Frau Friederike in Tübingen auf und studierte nach dem Abitur am Uhland-Gymnasium Germanistik und Geschichte in Tübingen und München. Ab 1976 war er Regieassistent am Schauspiel Frankfurt und ab 1979 am Schauspiel Köln und brachte in demselben Jahr in Bremen unter Frank-Patrick Steckel seine erste Inszenierung heraus: Ella von Herbert Achternbusch mit Ignaz Kirchner und Circe, die anschließend auch in Köln gezeigt wurde.
Anfang der 1980er Jahre folgte ein Engagement als Regisseur und Dramaturg am Deutschen Schauspielhaus in Hamburg. Hier inszenierte er u. a. Susn von Achternbusch mit Hannelore Hoger (1981), Schatten eines Rebellen von Sean O’Casey mit Burghart Klaußner und Imogen Kogge (1982), als Uraufführung Lämmermann von Ludwig Fels (1983) und am Staatstheater Stuttgart als Uraufführung Das kurze Leben der Schneewolken von Wolfgang Bauer u. a. mit Elke Lang (1983).
1986 brachte er im Hamburger Kulturzentrum Kampnagel mit Barbara Nüsse die Bearbeitung des letzten Kapitels von Joyces Ulysses unter dem Titel Penelope heraus. 1988 wurde er Mitglied der künstlerischen Leitung des Frankfurter Theater am Turm (TAT) (zusammen mit Elke Lang und Tom Stromberg). Hier führte er u. a. Regie bei Kuß der Spinnenfrau mit Circe und Michael Weber (1987), zusammen mit Elke Lang bei Sieben Türen von Botho Strauß (1988) und erarbeitete zusammen mit Christof Nel die Projekte Wortpest nach einem Text von Kleist (1989) und Die Erinnerung mißt sich an der Geschwindigkeit des Vergessens (1991).
Waller schrieb verschiedene Theaterstücke. Seit 1987 leitet er das alljährliche Hamburger Kabarett Festival, er schrieb und inszenierte zahlreiche Kabarett-Abende für die Bühne und das Fernsehen, die mehrfach mit dem Deutschen Kleinkunstpreis ausgezeichnet wurden, u. a. mit Matthias Beltz, dem Frankfurter Fronttheater, Horst Schroth, Achim Konejung, Richard Rogler, Arnulf Rating, den Missfits und Matthias Deutschmann, Anfang der 1990er Jahre die Ensemble-Projekte Reichspolterabend II und III. und zuletzt die Kabarett-Stücke Ruhrrevue (Uraufführung 1999) und Fußballfieber (Uraufführung 2006) u. a. mit Herbert Knebel und den Missfits. 2003 begann eine Zusammenarbeit mit Udo Lindenberg, u. a. bei Atlantic Affairs, eine Revue über deutschsprachige Komponisten im Exil (2004), Dreißig Jahre Panikorchester (2006), Stark wie Zwei (2008) und zuletzt Ich mach mein Ding (2012).
Von 1995 an war er, zunächst zusammen mit Ulrich Tukur, seit der Spielzeit 2000/01 dann alleiniger künstlerischer Leiter der Hamburger Kammerspiele. Während der Zeit wurde das Theater zu zahlreichen Festivals eingeladen wie den Wiener Festwochen, den Ruhrfestspielen und 1999 mit der Zadek-Produktion von Sarah Kanes Gesäubert zum Berliner Theatertreffen. 1999 und 2002 wurde das Haus unter Wallers Leitung mit dem Pegasus-Preis als bestes Hamburger Privattheater ausgezeichnet. 
Seit Herbst 2003 ist Waller künstlerischer Leiter des Hamburger St. Pauli Theaters, wo er zahlreiche Uraufführungen, deutsche Erstaufführungen und auch Hamburger Revuen inszenierte. 2013 und 2015 bekam auch das St.Pauli Theater den Pegasus-Preis für sein Programm. Seit 2009 betreibt Waller mit seinem Partner Thomas Collien auch das Hansa-Varieté-Theater Hamburg.
Seit 2006 ist Waller Dozent an der Theaterakademie Hamburg. Er ist Mitglied der Freien Akademie der Künste Hamburg und der Deutschen Akademie der darstellenden Künste.

## Privates
Waller war in erster Ehe mit der 1998 verstorbenen Schauspielerin und Regisseurin Elke Lang verheiratet. 2009 heiratete er die Regisseurin Dania Hohmann. Er lebt in Hamburg und in Italien.

## Inszenierungen (Auswahl)
UA=Uraufführung; DEA=Deutsche Erstaufführung

### Hamburger Kammerspiele
- 1995: Draußen vor der Tür von Wolfgang Borchert
- 1996: Fräulein Stefan von Jürg Laederach (UA)
- 1997: Einmal Casanova sein, Mayer/Tukur/Waller (UA)
- 1997: Das letzte Band von Samuel Becket
- 1998: Von Augsburg nach Bilbao, Abend mit Liedern von Bertolt Brecht
- 1999: Der Fall Furtwängler von Ronald Harwood
- 1999: Der Totmacher von Romuald Karmakar (UA)
- 2001: Dreimal Leben von Yasmina Reza
- 2001: Anne Frank, (UA) Co-Produktion mit dem Schauspiel Hannover, eingeladen zum Norddeutschen Theatertreffen 2002
- 2002: Die Jungs mit dem Tüdelband, Die Gebrüder Wolf-Story (UA)
- 2002: Ein Stück vom Himmel (UA), Co-Produktion mit dem DT Berlin
- 2003: Les Adieux, Wittenbrink, Co-Regie mit Franz Wittenbrink, (Co-Produktion mit den Ruhrfestspielen Recklinghausen)

### St. Pauli Theater
- 2004: Die Dreigroschenoper von Bertolt Brecht
- 2005: Der Lord von Barmbeck von Göhre/Tukur/Waller (UA)
- 2005: Cabaret von Masteroff/Kander/Ebb (Co-Produktion mit den Ruhrfestspielen Recklinghausen)
- 2008: Der Gott des Gemetzels von Yasmina Reza (Co-Produktion mit den Ruhrfestspielen Recklinghausen)
- 2009: Arsen und Spitzenhäubchen von Joseph Kesselring (Co-Produktion mit den Ruhrfestspielen Recklinghausen)
- 2010: Eines langen Tages Reise in die Nacht von Eugene O’Neill (Co-Produktion mit den Ruhrfestspielen Recklinghausen)
- 2011: Die Wahrheit von Florian Zeller (DEA)
- 2011: Anatevka von Stein/Bock/Harnick (Co-Produktion mit den Ruhrfestspielen Recklinghausen)
- 2013: Ihre Version des Spiels von Yasmina Reza (Co-Produktion mit den Ruhrfestspielen Recklinghausen)
- 2013: Linie S 1 von Markus Busch / U. Waller
- 2015: Der Vater von Florian Zeller (DEA)
- 2016: Bella Figura von Yasmina Reza
- 2016: Große Freiheit Nr. 7 von Helmut Käutner/Karl Vibach/Freddy Quinn
- 2016: Amara terra mia - Mein bitteres Land, (UA) Co-Regie mit Matteo Marsan, Dania Hohmann, (Co-Produktion mit den Ruhrfestspielen Recklinghausen)
- 2017: Monsieur Claude und seine Töchter nach dem gleichnamigen Film (DEA)
- 2018: Konsens von Nina Raine
- 2019: Lasst mich in Ruhe von Klaus Pohl (UA)
- 2019: Der Sohn von Florian Zeller (DEA)
- 2020: Heilig Abend von Daniel Kehlmann
- 2021: Monsieur Claude - Immer für eine Überraschung gut nach dem gleichnamigen Film (DEA)
- 2022: Das perfekte Geheimnis von Paolo Genovese
- 2023: Nebenan von Daniel Kehlmann (DEA)
- 2024: 1h22 vor dem Ende von Matthieu Delaporte
- 2024: James Brown trug Lockenwickler von Yasmina Reza
- 2025: Oleanna von David Mamet

### Extra
- 2011: Hinterm Horizont – das Lindenberg-Musical von Udo Lindenberg, Ulrich Waller, Thomas Brussig (Co-Produktion mit dem Theater am Potsdamer Platz), Berlin
- 2012: Hundert Jahre in 100 Minuten, 100 Jahre Axel Springer von Benjamin von Stuckrad-Barre/Peter Huth/U.Waller (Co-Produktion mit dem Springer-Verlag), Berlin
- 2014: Albiccocche rosse - Blutige Aprikosen, Co-Regie mit Matteo Marsan, Dania Hohmann (Co-Produktion mit Teatro Alfieri Castelnuovo Berardenga) (UA), San Gusmè (SI)
- 2016: Penelope - Das letzte Kapitel von James Joyce´Ulysses. Neufassung, mit Barbara Nüsse, Ruhrfestspiele Recklinghausen/Thalia Gaussstr.
- 2017: La grande gelata - Der große Frost. Co-Regie mit Matteo Marsan, Dania Hohmann (Co-Produktion mit Teatro Alfieri Castelnuovo Berardenga) (UA), San Gusmè (SI)
- 2018: La divisione del mondo - Die Teilung der Welt von Giovanni Legrenzi, Oper Kiel
- 2020: Cabaret. Co-Regie mit Dania Hohmann, Hansa-Theater Hamburg
- 2022: René Deltgen - En Escher Jong von Frank Feitler und Kristof van Boven, Co-Produktion Escher Theater, Theatrè de la Ville Luxemburg, St.Pauli Theater[9]
- 2023: Il paradiso è sempre altrove - Das Paradies ist immer woanders, Co-Regie mit M. Marsan, D. Hohmann (Co-Produktion mit Teatro Alfieri Castelnuovo Berardenga) (UA), San Gusmè

## Regiearbeiten (Fernsehen/Film)
- Der geile Osten, eine Reise durch die letzten Tage der DDR, mit Wigald Boning und David Dunster, NDR 1990
- Heimatabend. Ein emotionaler Kassensturz mit Kabarett und Musik und der Sitcom Schamlos Kernstück eines satirisch-musikalischen Jahresrückblicks.10 Folgen, NDR 1990–1999, im Jahr 2000 nominiert für den 36. Adolf Grimme-Preis in der Kategorie „Spezial“
- Der unerwartete Osten, zweite Reise in das Testgebiet der Zukunft, mit David Dunster, NDR 1994
- Letzte und erste Tage, eine Revue der Erinnerungen. Radio Bremen, 1995
- Zu Gast bei Ulrich Tukur, neunteilige Talkshow mit Gästen, NDR 1996–1998
- Dichter in Hamburg, sechsteilige Serie auf den Spuren von Dichtern, die aus Hamburg stammten oder in Hamburg gelebt haben. (NDR 1997–1999)
- Ein satirischer Jahresrückblick (lief unter verschiedenen Namen) mit Peter Lohmeyer und Gästen (10 Folgen, NDR 2000–2009)
- Zwei Hamburger Jungs – Biermann trifft Tukur, Gala zum 70. Geburtstag von Wolf Biermann (NDR 2006)
- Der vergessene Krieg – San Gusmè und das Theater der Erinnerung. Co-Regie zusammen mit Eduard Erne (in Zusammenarbeit mit NDR und BR 2015, eingeladen zum Hamburger Filmfest 2015, zum 35th International Festival of Films on Art in Montreal (Canada) 2017 und zum Montelupo International Independent Film Festival Italien 2017)
- Amara terra mia – Mein bitteres Land. Co-Regie zusammen mit Eduard Erne und Dania Hohmann (in Zusammenarbeit mit NDR/arte und Junifilm 2020, eingeladen zum Hamburger Filmfest 2020)

## Veröffentlichungen (Auswahl)

### Theaterstücke
- Küssebisserisse – Eine Komödie über Männer. UA Schauspielhaus Wien, 1986
- Davon geht die Welt nicht unter – ein Stück Berliner Geschichte. UA Schillertheater Berlin, 1991
- Zapping – Die Komödie der neuen Generation. UA 1995 Kampnagel Hamburg, eingeladen 1996 zum Norddeutschen Theatertreffen in Schwerin
- mit Ulrich Tukur: Blaubarts Orchester. UA Schmidts Tivoli in Hamburg, 1993
- mit Ulrich Tukur, Ulrich Mayer: Einmal Casanova sein. UA Hamburger Kammerspiele, 1997
- Die Jungs mit dem Tüdelband – Die Gebrüder Wolf-Story. UA Hamburger Kammerspiele, 2002
- mit Ulrich Tukur, Frank Göhre: Der Lord von Barmbeck. UA St. Pauli Theater Hamburg, 2005
- mit Udo Lindenberg, Thomas Brussig: das Lindenberg-Musical Hinterm Horizont. UA 2011 im Theater am Potsdamer Platz, Berlin
- mit Peter Huth und Benjamin von Stuckrad-Barre 100 Jahre in 100 Minuten, eine Revue über Axel Springer, UA 2012
- mit Markus Busch: die Hamburg-Revuen Linie S 1 (UA St.Pauli Theater 2013) und Hamburg Royal (UA St.Pauli Theater 2015)

### Bücher
- Vera, Nikolas und das Feuer – eine Drachengeschichte. mit Illustrationen von Andrè Aurich. Verlag Klöpfer und Meyer, Tübingen 1993, ISBN 978-3-9803-2400-7.
- Mein Weg dauert länger – Elke Lang: Regisseurin, Schauspielerin. Achilla-Presse, Hamburg 1999, ISBN 978-3-9283-9860-2.
- als Hrsg. mit Ulrich Tukur: Nichts als Theater – Die Geschichte der Hamburger Kammerspiele. Christians-Verlag, Hamburg 2003, ISBN 978-3-7672-1416-3.
- als Hrsg. mit Claus G. Budelmann, Thomas Collien: Broadway auf dem Kiez – 175 Jahre St.Pauli Theater, Ellert und Richter-Verlag, Hamburg 2016, ISBN 978-3-8319-0641-3.